# Отело (Росини)
Отело (итал. Otello ossia Il moro di Venezia - „Отело или Мавар из Венеције”) је музичка драма (опера) у три чина италијанског композитора Ђоакина Росинија. Премијера опере Отело била је у „Театру дел Фондо” (данас Театро Меркаданте) у Напуљу 4. децембра 1816. 
Либрето за ову оперу је написао Франческо Берио ди Салса, по мотивима истоимене драме Вилијама Шекспира. Радња опере се знатно разликује од Шекспирове драме. Она се дешава у Венецији, а не на Кипру, заплет је другачији, а улога Јага је мање опака него код Шекспира, или у Вердијевој опери из 1887. У Росинијевој опери значајна је улога Родрига. Улоге Отела, Јага и Родрига писане су за певаче теноре. 

## Лица
- Отело, Мавар, генерал венецијанске војске (тенор)
- Дездемона, Отелова љубав и тајна супруга (сопран)
- Елмиро, венецијански патриције, њен отац (бас)
- Родриго, дуждев син, одбијени Дездемонин удварач (тенор)
- Јаго, тајни Отелов непријатељ и лажни Родригов пријатељ (тенор)
- Емилија, Дездемонина пријатељица (сопран)
- Дужд (тенор)
- Сенатори, војници, народ, Отелова свита, пријатељ Лучо, венецијански гондолијер (тенор), Дездемонине даме пратиље

## Време и место
Радња опере се дешава у Венецији крајем 15. века.